# Gennaro Ravizza
Gennaro Ravizza (Lanciano, 15 maggio 1766 – Chieti, 8 gennaio 1836) è stato uno storico italiano.

## Biografia
Nato a Lanciano, fu segretario dell'Intendenza di Chieti, presidente del Tribunale Civile di Chieti, Giudice della Gran Corte Civile dell'Aquila, Consigliere Onorario della Corte Suprema di Giustizia di Napoli, Accademico Pontaniano.
Nel 1823 Ravizza raccolse e ordinò le pergamene e le carte relative alla storia della città di Chieti sin dall'età angioina e che erano conservate nell'archivio municipale. Nello stesso anno  pubblicò un catalogo di esse, al quale diede il nome di Epitome.
Nel 1832 iniziò la pubblicazione dei diplomi e degli altri documenti relativi alle memorie di Chieti.
Si spense a Chieti venendo sepolto in S.Maria de Civitellis.

## Opere
Il Ravizza è molto utile, nella ricostruzione della storia di Chieti, per le pergamene antiche analizzate e riportate, insieme alle epigrafi e alle lapidi anche romane, che ricostruiscono la storia di personaggi e uomini illustri, anche dei vescovi della città, avendo attinto da Girolamo Nicolino.
- Epitome di pergamene e scritture antiche rinvenute nell'archivio della città di Chieti ora raccolte, classificate, ed in dodici sacchetti ripartite. Pergamene, Chieti, Tipografia Grandoniana, 1823

- Collezione di diplomi e di altri documenti de' tempi di mezzo e recenti da servire alla storia della città di Chieti - Napoli : da' torchi di Raffaele Miranda, 1832-1836 
  - Tomo I
  - Tomo II
  - Tomo III
- Notizie biografiche che riguardano gli uomini illustri della città di Chieti. Con un'appendice e con la serie de' vescovi ed arcivescovi teatini. - Pubblicato da R. Miranda, Napoli, 1830 e da   Tipografia Grandoniana, Chieti, 1834

- Memorie istoriche intorno la serie de' vescovi ed arcivescovi teatini riunite, Napoli 1830